# Gauss (mértékegység)
A gauss a CGS-mértékegységrendszerben a mágneses indukció mértékegysége. Jele G vagy Gs. Bár az SI-mértékegységrendszer nem ismeri el, ma is használatos.
Az egység nevét Carl Friedrich Gauss német fizikus tiszteletére választották.
Átszámítása teslára
{\displaystyle \ 1{\mbox{ G}}=10^{-4}{\mbox{ T}}}
Összefüggése egyéb cgs egységekkel
{\displaystyle 1{\mbox{ G}}=1{\mbox{ dyn}}^{\frac {1}{2}}{\mbox{cm}}^{-1}=1{\mbox{ g}}^{\frac {1}{2}}{\mbox{cm}}^{-{\frac {1}{2}}}{\mbox{s}}^{-1}=1{\mbox{ erg}}/{\mbox{Bi cm}}^{2}}